# Il Binsaun

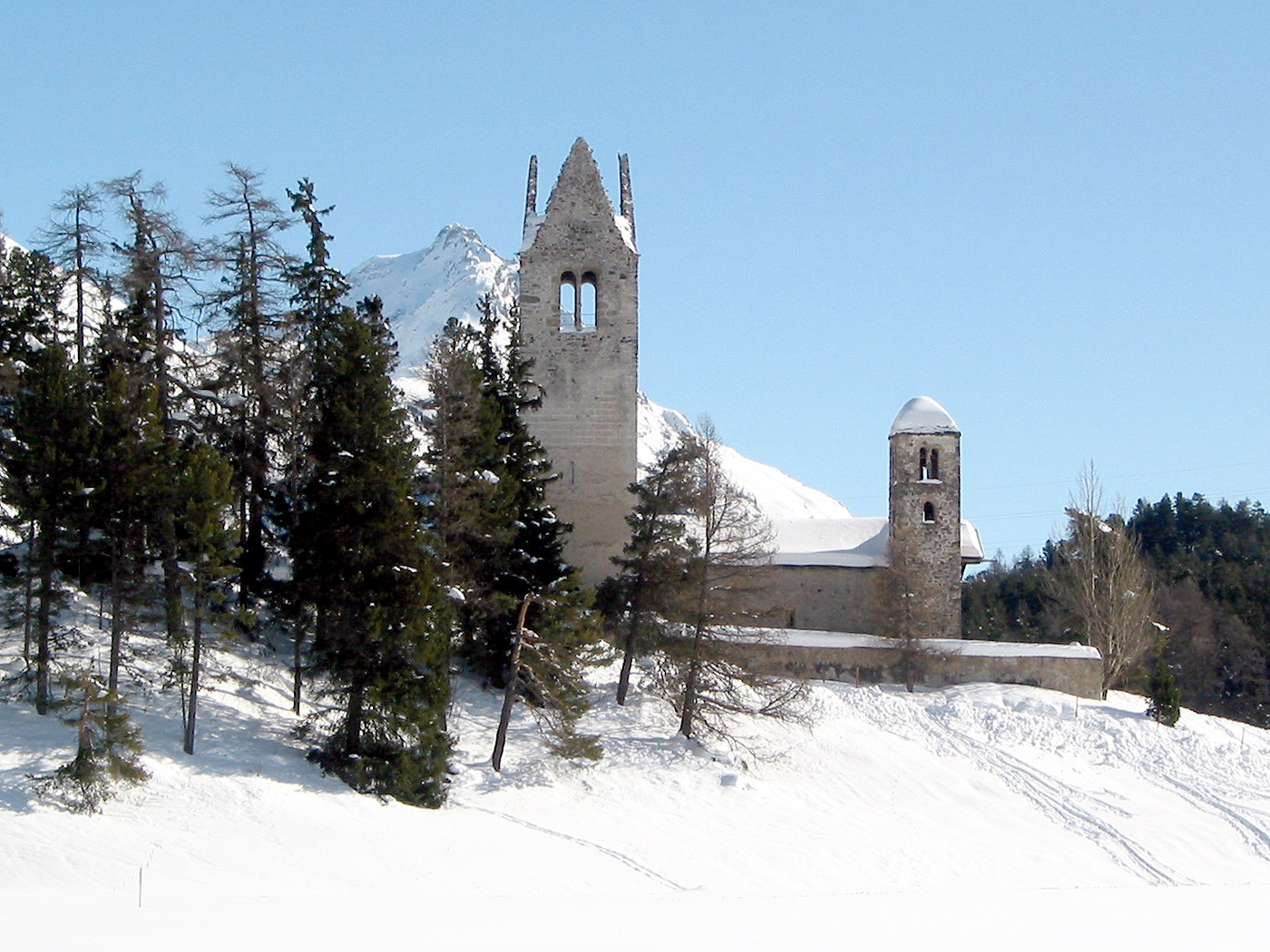
San Gian als Vorlage für das Logo von Il Binsaun

Il Binsaun (rätoromanisch, Idiom Puter: «herzliches Willkommen», familiärer Gruss, Aussprache [ilbinˈzɛːm]) hiess der Zusammenschluss der evangelisch-reformierten Kirchgemeinden des Oberengadins.
Alle beteiligten Kirchgemeinden gehörten zur Evangelisch-reformierten Landeskirche Graubünden, innerhalb derer zum Kolloquium Engadin’ota/Bregaglia/Surses. Zweck des Zusammenschlusses war das gemeinsame Auftreten in der Öffentlichkeit und die Bündelung der Ressourcen. Il Binsaun trat unter einem gemeinsamen Logo auf, das die Kirche San Gian in Celerina/Schlarigna und den Piz da la Margna als Wahrzeichen der Region vereinte.
Die Publikation der Veranstaltungen erfolgte in der Nossa baselgia.

## Weiterentwicklung
Zum 1. Januar 2017 wurde Il Binsaun aufgelöst zugunsten einer fusionierten Evangelisch-reformierten Kirchgemeinde Oberengadin refurmo.